# Parvibellus atavus
Parvibellus atavus (лат.) — вымерший род беспозвоночных из группы Panarthropoda, окаменели остатки которого были найдены в кембрийских отложениях на территории современного Китая (маотяньшаньские сланцы). Единственный вид в составе рода Parvibellus.

## Морфология

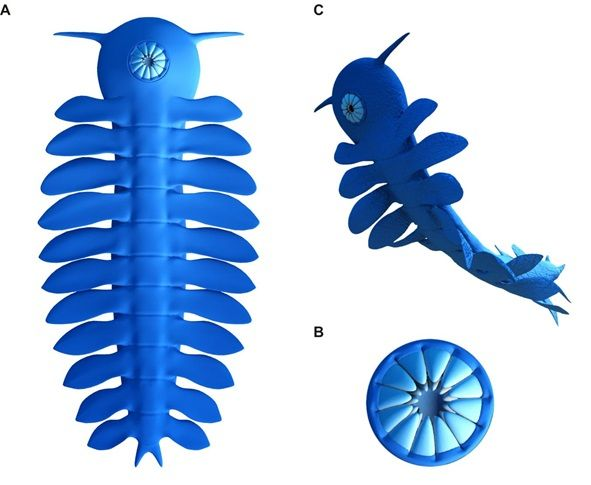
Реконструкция в виде нектонного организма

Небольшой представитель Panarthropoda длиной около 5 мм. На голове имеется пара небольших лобных и круглый рот на её нижней стороне. Глаза или их следы отсутствовали. Удлинённое туловище имеет 11 пар боковых придатков и пару концевых выступов.
В первоначальном описании придатки на туловище интерпретировались как плавники, что указывало на нектонный образ жизни и близкое родство с членистоногими из стволовой группы, такими как «жаберные» лобоподы Kerygmachela и Pambdelurion, опабиниды и Radiodonta.
Однако последующее исследование 2023 года показало, что остатки могли принадлежать личинке члена группы Siberiida, (вымершие водные лобоподы, вёдшие водный образ жизни), а придатки на туловище были не плавниками, а толстыми конечностями. Поскольку окаменелость может быть личинкой любого из описанных Siberiida из тех же отложений (например, Megadictyon или Jianshanopodia) и не может быть точно идентифицирована, Parvibellus считается nomen dubium.